# История фотообъектива
Изобретение фотографии в начале XIX века повлекло за собой создание целого ряда объективов, предназначенных специально для фотоаппарата. Главные проблемы, которые при этом решали конструкторы, заключались в получении резкого изображения не только вблизи оптической оси, чего было достаточно в наблюдательных приборах, а на большой площади фотоматериала при как можно более высокой светосиле. Поэтому наиболее интенсивный прогресс связан именно с фотографией, для которой потребовались объективы более высокого качества, чем в телескопах и микроскопах. Ещё одним толчком в совершенствовании стало расширение в XX веке области применения фотографических объективов, связанное с появлением новейших технологий отображения и наблюдения, таких как аэрофотосъёмка, телевидение, кинематограф, аппаратура ночного видения и прочие сферы.

## Первые фотообъективы
Исследователи, причастные к изобретению фотографии — Луи Дагер, Нисефор Ньепс и Фокс Тальбот (фр. Louis Jacques Mandé Daguerre, Joseph Nicéphore Niépce, англ. William Henry Fox Talbot) — в своих первых опытах использовали камеру-обскуру с простейшей двояковыпуклой линзой, уже знакомой художникам, рисовавшим с её помощью с натуры. К тому времени были хорошо известны недостатки такого объектива, дающего сравнительно резкое изображение лишь в центре из-за астигматической кривизны поля и других аберраций. Более того, из-за выраженной хроматической аберрации, точная фокусировка была затруднена, поскольку «химический» фокус сине-фиолетовых лучей, к которым были чувствительны первые фотоматериалы, не совпадал с визуальным фокусом жёлто-зелёных, наиболее ярких для зрения. Разработанные тогда же приспособления для коррекции «кассетной разницы» фокусов синих и жёлтых лучей оказались малоэффективны.
Французский оптик Шарль Шевалье (фр. Charles Louis Chevalier), снабжавший оборудованием Дагера и Ньепса, в 1829 году поставлял им объектив-ахромат, состоящий из двух склеенных линз, изготовленных из разных сортов оптического стекла. Одна из этих линз положительная и сделана из кронгласса с повышенным коэффициентом преломления. Стекло с низкой дисперсией – флинтглас – используется для второй отрицательной линзы. Такое устройство давно применялось в качестве объектива телескопов, а Шевалье приспособил его для камеры-обскуры, совместив фокус фиолетовых лучей с наиболее видимыми жёлто-зелёными. 22 июня 1839 года Дагер заказал своему родственнику Альфонсу Жиру (фр. Alphonse Giroux) первую камеру для дагеротипии формата 16×22 сантиметра. Устройство комплектовалось перевёрнутым ахроматом Шевалье с фокусным расстоянием 40 сантиметров и светосилой f/15.

## Ландшафтная линза
В 1804 году Уильям Волластон (англ. William Hyde Wollaston) обнаружил, что положительный выпукло-вогнутый мениск в сочетании с расположенной в центре кривизны апертурной диафрагмой даёт более качественное изображение, чем обычная двояковыпуклая линза. Это объяснялось частичным устранением астигматизма за счёт сильного удаления входного зрачка. 8 лет спустя он использовал такой мениск в качестве объектива для камеры-обскуры, развернув её вогнутой поверхностью вперёд. Такой объектив, получивший название «Монокль», обеспечивал удовлетворительную резкость в пределах сравнительно небольшого углового поля 25° при светосиле f/16. Ньепс начал использовать «Монокль» в 1828 году. Дагер делал свои ранние эксперименты таким же объективом, но хроматическая аберрация затрудняла фокусировку на синечувствительных дагеротипных пластинках.
К концу 1839 года Шевалье изготовил ахроматическую версию монокля, позволяющую частично скорригировать кривизну поля и устранить хроматическую аберрацию для двух участков спектра. Вогнутая поверхность переднего отрицательного элемента из стекла флинт была обращена к снимаемому объекту, а перед ней в центре кривизны устанавливалась диафрагма с относительным отверстием f/16. Покрываемое таким объективом с удовлетворительным качеством угловое поле достигло 50°, чего было вполне достаточного для любых задач тех лет. Конструкция быстро стала общепринятой у большинства производителей оптики. Из-за большого поля зрения и невысокой светосилы, требующей получасовой выдержки даже вне помещения, объектив оказался пригоден в основном, для пейзажной съёмки, получив название «Французская ландшафтная линза», или просто «ландшафтная линза».

## Портретный объектив Пецваля
Недостаточная для портретной фотографии светосила ахроматического мениска побудила Французское Общество Содействия Национальной промышленности (фр. Société d'encouragement pour l'industrie nationale) объявить конкурс на создание светосильного объектива. Одним из участников стал житель современной Словакии Йозеф Пецваль (венг. Josef Maximilian Petzval), работавший профессором математики без какого-либо оптического опыта. Однако с помощью нескольких вычислителей, нанятых из Австро-венгерской армии, ему удалось рассчитать два объектива, один из которых оказался пригодным для съёмки дагеротипных портретов.
В 1840 году с помощью своего друга, немецкого оптика Петера Фогтлендера (нем. Peter Wilhelm Friedrich von Voigtländer), Пецваль изготовил первый образец четырёхлинзового объектива, состоящего из двух модифицированных ахроматов Шевалье. Из них передний был склеенным, а между положительным и отрицательным менисками заднего был небольшой воздушный промежуток. При рекордной для своей эпохи светосиле f/3,6 объектив позволял сократить выдержку вне помещения до одной-двух минут, совершив прорыв в портретной фотографии. Фотопортрет перестал быть техническим достижением и превратился в выгодную коммерцию. Более светочувствительный мокрый коллодионный процесс, появившийся в 1850-х годах, позволил снимать таким объективом портреты даже в помещении. Несмотря на очевидное превосходство над другими участниками конкурса, Пецваль стал лишь серебряным призёром, уступив платиновую медаль Шевалье, ахроматы которого были признаны основой нового объектива.
В 1841 году Фогтлендер начал комплектовать объективом Пецваля цельнометаллическую «Ganzmetallkamera» своей компании Voigtländer, снимавшую круглые дагеротипы. Эта камера стала первым в истории фотоаппаратом, заменившим унаследованные от художников камеры-обскуры. Объектив Пецваля доминировал в портретной фотографии больше столетия, обеспечивая достаточное качество изображения. Несмотря на остаточную кривизну поля, снижавшую чёткость к краю кадра, в пределах 10° обеспечивалась отличная резкость. Её падение к углам было даже на руку портретистам, получавшим красивое размытие вокруг ясного изображения лица в центре. Объектив быстро стал массовым и копировался большинством производителей оптики, поскольку Пецвалю удалось запатентовать его только в Австрии. Отношения с Фогтлендером испортились после того, как он перевёл производство в немецкий Брауншвейг, куда авторские права изобретателя не распространялись. В итоге Пецваль практически ничего не заработал на своём выдающемся объективе, и умер в бедности.
Тем не менее, объектив Пецваля стал первым в истории, спроектированным не путём эмпирического подбора линз, а на основе строгих математических расчётов. Пецваль, фактически, создал первую теорию фотообъектива, ставшую основой для дальнейших исследований основателя современной вычислительной оптики Филиппа Зейделя.

## Симметричные объективы
Одним из самых заметных недостатков ландшафтного «Ахромата» была дисторсия, из-за которой прямые линии, не пересекающие оптическую ось, отображались изогнутыми. Проблема оказалась особенно актуальной из-за растущей популярности видовых открыток и стереофотографий, изображавших архитектуру разных стран. На снимках зданий дисторсия особенно заметна, а её возрастание по мере расширения поля зрения делало ландшафтную линзу непригодной в качестве широкоугольника.
Уже к середине XIX века выяснилось, что наилучшим способом устранения дисторсии и других нечётных аберраций является симметричная конструкция объектива, состоящего из двух одинаковых менисков. Диафрагма при этом служит своеобразной плоскостью симметрии, располагаясь посередине между обращёнными в разные стороны половинами. Этим же способом устраняются кома и поперечный хроматизм, а также маскируются неточности сборки. Простейший симметричный фотообъектив «Перископ» составлен Хуго Штайнхелем (нем. Hugo Adolph Steinheil) из двух повёрнутых друг к другу вогнутыми поверхностями «Моноклей». Он появился в 1865 году, как дешёвая версия первых объективов, пригодных для широкоугольной съёмки.
Тремя годами ранее американцы Чарльз Харрисон и Джозеф Шнитцер (англ. Charles Harrison, Joseph Schnitzer) запатентовали первый широкоугольный «Глобус» со скорригированными дисторсией, комой и хроматической аберрацией. Он обеспечивал ортоскопическое изображение с полем зрения более 80° при светосиле f/11. Как и простейший «Перископ», новый объектив составлен из двух линз, в качестве которых использованы склеенные ахроматы. Название отражало интересную особенность: если продолжить и объединить крайние поверхности передней и задней линз, они образуют сферу. Идея «Глобуса» была подхвачена многими оптиками из разных стран, в 1865 году аналогичный объектив «Pantoskop» начала выпускать фирма немца Эмиля Буша (нем. Emil Busch). В Российской Империи подобные конструкции называли «шаровыми объективами» из-за сферообразной геометрии. 
Однако, до совершенства идея симметричного широкоугольника доведена в двух других разработках: английский «Апланат» Штайнхеля и немецкий «Рапид» (англ. Rapid Rectilinear) Далльмейера. Независимо друг от друга Хуго Штайнхель и Джон Далльмейер (англ. John Henry Dallmeier) в 1866 году пришли к почти идентичным конструкциям, в главном повторяющим «Глобус» и состоящим из четырёх линз в двух симметричных группах. Оба объектива успешно корригировали большинство аберраций, за исключением сферической и астигматизма вплоть до светосилы f/8. Главным открытием стала идея использовать в склеенных компонентах стёкла с максимальной разницей показателей преломления при одинаковой дисперсии. «Рапид» и «Апланат» свободно масштабировались для любых фокусных расстояний и угловых полей, на полстолетия завоевав место стандартного объектива средней светосилы.
Интересная особенность всех симметричных конструкций тех лет заключалась в возможности полноценного использования объектива как целиком, так и его половины. Оправа была разборной, предоставляя фотографам возможность вместо одного объектива получить сразу два с разными фокусными расстояниями. Задняя часть «Апланата» Штайнхеля с диафрагмой вполне пригодна как ландшафтная линза, а половина «Перископа» неплохо работала в качестве «Монокля». Объективы такого типа могли даже собираться из отдельных готовых модулей, выпускавшихся целыми наборами. Линзовые блоки в резьбовых или байонетных оправах соединялись в произвольных сочетаниях, образуя разные объективы.

## Регулировка диафрагмы
Ещё в XVI веке было хорошо известно, что наличие апертурной диафрагмы улучшает качество изображения, даваемого объективом. Происходит это из-за ограничения диаметра широких наклонных пучков, отвечающих за поперечные аберрации: астигматизм, кривизну поля, кому, дисторсию и хроматизм положения. Улучшение происходит по мере уменьшения отверстия до тех пор, пока дифракция на краях диафрагмы не начнёт ухудшать изображение сильнее, чем аберрации.
Таким образом, даже простейший мениск нуждается в диафрагме. Тем не менее, в фотообъективах первых лет диаметр её отверстия не регулировался. При ничтожной светочувствительности дагеротипных пластин светосила и без диафрагмирования была недостаточна, требуя выдержек, исчисляемых минутами. Дагеротипистам нужен был весь свет, проходящий через объектив, и даже его было мало. Лишь с распространением мокрого коллодионного процесса выдержки резко сократились, позволив закрывать диафрагму и потребовав её специального устройства. Первым способом регулировки относительного отверстия в 1858 году стали сменные диафрагмы Уотерхауса, названные в честь разработавшего их астронома Джона Уотерхауса (англ. John Waterhouse). Диафрагмы представляли собой набор латунных пластин с калиброванными отверстиями разных диаметров. Пластины вставлялись в боковую щель оправы объектива между его линзами, и ограничивали диаметр световых пучков.
Примерно в 1880-х годах фотографы обнаружили, что от относительного отверстия напрямую зависит глубина резкости. Управление диафрагмой становилось всё более значимым, и большинство объективов стали оснащать механизмами регулировки. Примерно тогда же ирисовая диафрагма впервые появилась в фотообъективах, став их стандартной принадлежностью к началу XX века. Её механизм был известен задолго до изобретения фотографии и уже использовался в некоторых камерах-обскурах. Первые регулируемые диафрагмы маркировались простым указанием диаметра отверстия в миллиметрах, предоставляя фотографу самостоятельно вычислять меру светопропускания. 
Современная шкала диафрагменных чисел, представляющая собой геометрическую прогрессию знаменателей дроби, стала общемировым стандартом в 1949 году. До этого такая система называлась «английской» и существовала параллельно с более ранней «континентальной» немецкой: f/1,1; 1,6; 2,2; 3,2; 4,5; 6,3; 9,0; 12,5; 18; 25; 36; 50; 71; 100. Дополнительную неразбериху вносила ещё одна система, внедрённая компанией Eastman Kodak в начале XX века. Она, как и английская представляла собой геометрическую прогрессию вида: 1, 2, 4, 8, 16, 32, 64, 128, числа которой были условными. Каждому значению этой шкалы соответствовали совершенно другие дроби: 1 = f/4; 2 = f/5,6; 4 = f/8 и так далее.

## Телеобъектив
Принцип удлинения фокусного расстояния без увеличения габаритов объектива известен с момента изобретения телескопа Галилея в 1609 году. Сочетание двух компонентов: переднего телепозитива и заднего теленегатива, позволяло усиливать угловое увеличение приборов наблюдения задолго до изобретения фотографии. В 1833 году английский математик Питер Барлоу (англ. Peter Barlow) предложил использовать отрицательную линзу, помещаемую позади объектива телескопа, для увеличения его фокусного расстояния без потери компактности. Способ нашёл широкое применение в астрономии, и был использован фотографами, позднее давшими устройству название «теленегатив» или «телеконвертер». В ранней фотографии длиннофокусная оптика не была востребована, и исследование Иньяцио Порро (итал. Paolo Ignazio Pietro Porro) о возможности создания телеобъектива осталось в 1856 году незамеченным.
В 1891 году англичанин Томас Далльмейер (англ. Thomas Rudolphus Dallmeyer) и немецкий оптик Адольф Мите (нем. Adolf Miethe) попытались запатентовать почти идентичные конструкции телеобъектива, состоящего из переднего ахроматического собирающего дублета и заднего рассеивающего триплета-апохромата. Для тех лет идея всё ещё оставалась неактуальной, и ни одного патента так и не было выдано. В редких случаях съёмки с больших расстояний фотографы продолжали пользоваться составными телеобъективами, представлявшими собой комбинацию стандартного объектива с телеконвертером. Оптическая несогласованность таких комбинаций приводила к тому, что остаточные аберрации объектива усиливались, снижая качество изображения. В большинстве случаев расстояние между объективом и телеконвертером регулировалось, позволяя в некоторых пределах менять фокусное расстояние всей системы. Однако, это требовало дополнительной фокусировки и ещё больше увеличивало аберрации. Первый неразборный телеобъектив Bis-Telar 550/7,7 постоянной длины и с полноценной коррекцией всех аберраций в 1905 году выпустила немецкая оптическая компания Эмиля Буша (нем. Emil Busch). После этого большинство производителей начали выпуск аналогичных объективов, добавляя в название приставку «теле»: «Теле-Тессар», «Теле-Ксенар» и так далее.

## Анастигмат
Огромным шагом вперёд стало создание в 1890 году объектива Zeiss Protar немецким оптиком Паулем Рудольфом (нем. Paul Rudolph). В отличие от всех предыдущих конструкций, исправленных от астигматизма и кривизны поля лишь частично, «Протар» считается первым анастигматом, полноценно скорригированным от всех аберраций. При этом объектив обеспечивает достаточно широкое угловое поле до 60° при светосиле f/6,3. Изначально «Протар» получил название «Анастигмат», но оно быстро стало обобщающим для всех объективов, исправленных от астигматизма, и к 1900 году за конструкцией Рудольфа закрепилось собственное имя.
Оптики считают «Протар» первым современным объективом, прежде всего из-за его асимметрии. Передний склеенный компонент «Протара» был традиционным, но задний часто называют «аномальным», потому что комбинация показателей преломления его линз обратна общепринятой. Ещё одна причина успеха объектива — новейшие сорта баритовых стёкол, разработанные в 1884 году немецким оптиком Эрнстом Аббе (нем. Ernst Abbe). Главным создателем «йенского стекла» стал химик Отто Шотт (нем. Otto Schott), также работавший на оптических заводах Карла Цейсса (нем. Carl Zeiss). Он изобрёл революционную технологию, позволяющую с высокой точностью задавать характеристики оптического стекла при его изготовлении. Стекло Шотта обладало более высокими показателями преломления, чем общепринятое натрий-известковое, и при этом сохраняло низкую дисперсию. 
В 1892 году ведущий оптик фирмы Goerz Эмиль фон Хёг (нем. Emil von Höegh) рассчитал ещё один анастигмат, в дальнейшем выпускавшийся под названием Dagor, и получивший не меньшую известность. Он стал вторым из двух возможных способов реализации принципа склеенного анастигмата, открытого Рудольфом. К 1930-м годам практически все фотообъективы стали анастигматами, исключая лишь «мягкорисующие», специально предназначенные для портретной съёмки.

## Триплет Кука
Наиболее важным для наступавшего XX столетия стал ещё один анастигмат, запатентованный в 1894 году отделением Cooke английской компании «Тейлор-Гобсон» (англ. Taylor, Taylor & Hobson). Объектив рассчитан оптиком Гарольдом Тейлором (англ. Harold Dennis Taylor) в качестве очередного варианта несклеенного триплета, и получил название «Триплет Кука», которое по мере распространения объектива сократилось до простого «Триплета», в обиходе вытеснив более общее оптическое понятие. Объектив имел очень простое устройство из трёх линз, разделённых воздушными промежутками, и стал результатом успехов бурно развивающейся вычислительной оптики. Гибкость конструкции позволяла получать хорошее качество объектива как с новейшими баритовыми стёклами, так и с более распространёнными натрий-известковыми.
Благодаря простоте и технологичности, «Триплет» до конца XX века оставался стандартным универсальным объективом, и устанавливался в самых дешёвых и поэтому массовых любительских фотоаппаратах и кинокамерах. Большинство оптических компаний в разных странах выпускали его как под оригинальным, так и под другими названиями. Конструкция послужила основой для многочисленных дальнейших усовершенствований, среди которых в частности, немецкий Hektor и советский «Калейнар». В СССР наиболее известным применением «Триплета» стали фотоаппараты «Смена» и «Вилия», кинокамеры «Спорт», «Аврора», «Кама» и многие другие. Под названием «Т-43» объектив монтировался в самую дешёвую советскую «Смену-8М», а «Т-22» стоял на всех «Любителях». Объектив оказался до такой степени важным для науки, что появилось несколько теорий расчёта обобщённого триплета. В 1924 году Август Зоннефельд (нем. August Sonnefeld) усовершенствовал триплет Кука, использовав асферические поверхности. Новый объектив выпускался фирмой Цейсса под названием «Астротриплет».

## Тессар
Недовольный качеством своего «Протара», Пауль Рудольф в 1902 году рассчитал новый анастигмат, получивший название «Тессар». Определённое сходство «Тессара» с «Триплетом» очевидно, но оба объектива создавались независимо друг от друга. Тем не менее, большинство специалистов считают «Тессар» дальнейшим развитием принципов Триплета Кука. 
Главное отличие объективов заключается в заднем компоненте, который в «Тессаре» представляет собой склеенный ахромат, а не простую одиночную линзу. Изначально заложенная в конструкцию «Тессара» светосила не превышала f/6,3, однако к 1930 году применением тяжёлых кронов её довели до f/2,8. Качество изображения оказалось выше, чем у английского конкурента, сделав «Тессар» стандартным для фото- и киноаппаратуры среднего класса на последующие 100 с лишним лет. Светосила «Тессара» со временем оказалась невысокой на фоне новейших конструкций, но качество изображения и контраст оставались достаточными даже с учётом роста разрешения фотоэмульсий.
По истечении срока патентных ограничений в 1920 году, конструкцию «Тессара» повторили почти все производители оптики, часто присваивая ей другие названия. Первый в истории фотоаппарат с автоматическим управлением экспозицией Kodak Super Six-20 был оснащён объективом Kodak Anastigmat Special, который был ни чем иным, как «Тессаром» с фокусным расстоянием 100 мм. Штатный объектив знаменитых полуформатных «зеркалок» Olympus Pen F, выпускавшийся под названием D. Zuiko, тоже был «Тессаром», как и последний японский объектив без автофокуса Nikkor 45/2,8P. В СССР оптическая конструкция «Тессар» использовалась под брендом «Индустар», устанавливаясь на все мыслимые виды фото- и кинооборудования. Схема получила дальнейшее развитие с появлением новых сверхтяжёлых кронов с редкоземельными элементами. Советский лантановый «MC Индустар-61 Л/З» с многослойным просветлением в конце 1980-х годов ничем не уступал более современным конструкциям.

## Эрностар и Зоннар
Скорригировав основные аберрации, включая астигматизм, оптические фирмы сконцентрировали усилия на повышении светосилы, которая оставалась критически важной для возможности съёмки с короткими выдержками при недостатке света. Первым действительно светосильным объективом, пригодным для съёмки при естественном освещении, в 1924 году стал Ernemann Ernostar. Оптическая формула, созданная немецким оптиком Людвигом Бертеле (нем. Ludwig Jacob Bertele) на основе Триплета Кука, позволила довести светосилу до f/1,8. Отличие от «Триплета» состояло в сложном склеенном элементе большой толщины, размещённом между первой и второй линзами.
Попав в руки знаменитого Эриха Заломона вместе с камерой Ermanox, новый объектив положил начало современной фотожурналистике, позволяя почти незаметно снимать сцены из жизни высшего света и политиков. Французскому премьер-министру Аристиду Бриану принадлежит знаменитая фраза: «Для проведения конференции Лиги Наций необходимы три условия: несколько министров иностранных дел, стол и Эрих Заломон». При невозможности использования фотовспышки в кулуарах большой политики, работа знаменитого репортёра была бы немыслима без светосильного «Эрностара».
После поглощения компании Ernemann Цейссом в 1926 году, Бертеле развил конструкцию с толстым элементом в ещё более знаменитом объективе Zeiss Sonnar, достигнув рекордной для своего времени геометрической светосилы f/1,5. «Зоннар» запущен в производство в 1932 году, став одним из штатных объективов для новейшего киноплёночного Contax, впоследствии главного конкурента «Лейки». Всего шесть границ воздух/стекло трёх склеенных групп линз делали объектив контрастнее светосильных аналогов, что было особенно важно в эпоху непросветлённой оптики. Позднее оказалось, что принципы «Зоннара» отлично подходят для создания телеобъективов, одним из которых стал легендарный Zeiss Olympia Sonnar. По итогам Второй мировой войны часть заводов Zeiss досталась СССР в счёт репараций. Оборудование, запасы оптического стекла и документация на все версии этого объектива были вывезены в Советский Союз, где вскоре налажен выпуск собственных объективов под маркой «Юпитер». В 1949 году в ГОИ им. Вавилова под руководством Михаила Мальцева «Зоннары» были заново рассчитаны под советский сортамент стёкол. В дальнейшем «Юпитеры» получили самостоятельное развитие и стали основными телеобъективами, доступными в СССР.

## Объективы Гаусс-типа
В 1817 году Иоганн Карл Фридрих Гаусс (нем. Johann Carl Friedrich Gauß) усовершенствовал объектив телескопа, добавив к простейшей выпукло-вогнутой линзе ещё один отрицательный мениск. В 1888 году американец Элвин Кларк (англ. Alvan Clark)  улучшил конструкцию, объединив два таких объектива, развёрнутых друг к другу вогнутыми поверхностями, а между ними разместил апертурную диафрагму. Полученная оптическая формула была названа в честь Гаусса, сделавшего огромный вклад в развитие оптики. Симметричные объективы из четырёх менисков, средние из которых рассеивающие, получили название «двойной Гаусс» (англ. Double Gauss). Основой для современных анастигматов этого типа стал Zeiss Planar 1896 года, в котором вместо двух простых внутренних менисков Пауль Рудольф использовал склеенные дублеты, корригирующие остаточные астигматизм и кривизну поля. За исключительно плоскую «планарную» поверхность, в которой лежит резкое изображение, объектив и получил своё название.
Отказ от полной симметрии в пользу так называемых полусимметричных или «пропорциональных» объективов позволил увеличивать светосилу «Планара», в оригинале не превышавшую f/3,3. Первый успех в этом направлении был отмечен в 1920 году английской компанией «Тейлор-Гобсон», которой удалось «раскрыть» диафрагму до f/2,5 в объективе Opic. Однако, удачнее всех оказался немецкий Zeiss Biotar с рекордной светосилой f/1,5, разработанный Вилли Мертэ (нем. Willi Merté) в 1927 году для кинематографа. Послевоенные судебные тяжбы между восточным и западным отделениями Carl Zeiss привели к тому, что права на название Zeiss Biotar достались предприятию в ГДР, и все объективы этого типа, выпущенные в ФРГ, вынужденно маркировались как Zeiss Planar.
«Биотар» послужил основой для большинства современных нормальных объективов с высокой светосилой, хотя чаще в этом контексте упоминается его западный псевдоним «Планар». Применение дополнительных линз (в том числе асферических) и новейших сортов стекла позволяет довести светосилу «Биотара» до значения f/1,4 и даже f/1,0. Самым светосильным в истории стал Zeiss Planar 50/0,7, рассчитанный на одном из первых транзисторных компьютеров IBM 7090 для лунной программы NASA, и выпущенный в количестве всего 10 экземпляров. В СССР типичными образцами «двойного Гаусса» были все «Гелиосы» и «Веги». Кроме них, дальнейшим развитием «Планара» с разделённым вторым компонентом стали нормальные объективы «Волна» и «Зенитар». Большинство современных «полтинников» также основаны на конструкции «двойного Гаусса». Это недорогие объективы (Canon EF 50 f/1,8; AF Nikkor 50 f/1,8D) или светосильные профессиональные (AF Nikkor 50 f/1,4D; Canon EF 50 f/1,2L USM).

## Просветление
Отражение части света от границ между воздухом и стеклом было одним из главных сдерживающих факторов совершенствования фотообъективов вплоть до конца XIX века. На каждой такой границе терялось от 4 до 6 процентов света, снижая светопропускание и контраст изображения. Отражённый свет рассеивался, образуя блики и общую световую вуаль. Объектив, имеющий более восьми границ воздух/стекло, становился практически непригодным, давая малоконтрастное тёмное изображение. Это ограничивало возможности конструкторов, вынужденных максимально упрощать оптическое устройство.
Незадолго до 1890 года некоторые фотографы обнаружили необъяснимое повышение светопропускания у объективов, много лет находившихся в эксплуатации. Феномен быстро связали с появлением на поверхности линз пятен, вызванных длительным воздействием влажности. Дальнейшие исследования показали, что тончайшая плёнка, образующаяся при химическом окислении стекла, снижает отражение за счёт интерференции. Явление попытался использовать изобретатель «Триплета» Гарольд Тейлор, запатентовавший в 1904 году технологию травления поверхности стекла кислотами. Однако результат такой обработки линз, позднее названный химическим просветлением, был плохо предсказуем и поэтому слишком дорог. Только в 1936 году руководитель исследовательской лаборатории Zeiss Александр Смакула открыл пригодный для широкого использования способ напыления покрытия в вакууме. Получаемое таким образом физическое просветление оптики позволило снизить светорассеяние на две трети, увеличив в той же пропорции пропускание.
Распространение просветлённых фотообъективов было приостановлено начавшейся войной, и стало всеобщим стандартом лишь к началу 1950-х годов. Просветление резко улучшило позиции «Планара» и остальных объективов этого типа относительно более популярного до войны «Зоннара». Последний за счёт всего шести границ воздух/стекло без просветления существенно превосходил по качеству изображения «двойные Гауссы» с восемью границами. Просветлённые «Планары» начали выигрывать с началом всеобщей тенденции перехода от дальномерных фотоаппаратов к однообъективным зеркальным. Отсутствие параллакса в зеркальном видоискателе позволило снимать более крупные планы, чем это возможно в дальномерной аппаратуре теми же объективами. На близких дистанциях аберрации возрастали, поскольку съёмочная оптика рассчитывалась для «бесконечности». Относительная лёгкость коррекции аберраций «двойных Гауссов» по сравнению с «Зоннаром» в этом случае оказалась решающей.
Единственный просветляющий слой эффективно снижал светорассеяние лишь для узкого спектрального промежутка, не влияя на свет с другими длинами волн. Это оставалось приемлемым в чёрно-белых фотографии и кинематографе, однако распространение цветных фотоматериалов поставило задачу расширения спектральных характеристик просветления, искажавшего цветопередачу. Проблема была решена с помощью многослойного просветления, последовательно напыляемого на оптические поверхности в вакууме. Каждый из слоёв, число которых иногда доходит до 10, эффективен в своём спектральном диапазоне, выравнивая цветопередачу, и ещё больше снижая паразитные отражения. Первый в мире объектив с многослойным ахроматическим просветлением Rokkor 3,5 см f/3,5, предназначенный для массового любительского фотоаппарата, выпущен компанией Minolta в 1956 году. К началу 1980-х годов многослойное просветление стало международным стандартом, появившись и на советских объективах. Современные многолинзовые зум-объективы были бы непригодны для съёмки без такого просветления.

## Широкоугольные объективы
«Перископ» Штайнхеля уже в 1865 году обеспечивал угловое поле, вполне достаточное для широкоугольника. Возможность дальнейшего расширения поля зрения обычно связывают с появлением в 1900 году объектива Hypergon фирмы Goerz. Этот объектив, обладающий хорошей ортоскопичностью и частично исправленный даже от астигматизма и кривизны поля, положил начало классу сверхширокоугольной оптики, покрывая угол в 135°. Из-за особенно заметной при широких угловых полях дисторсии, все широкоугольники имели симметричную конструкцию, надёжно избавлявшую от этой аберрации. Однако, расширение обзора выявило другую проблему короткофокусной оптики, связанную с резким падением освещённости от центра к углам кадра, и вызванную не столько виньетированием, сколько большой разницей длины хода прямых и наклонных пучков. Освещённость при этом изменяется согласно закону косинуса четвёртой степени, снижаясь от центра к углам в несколько раз. Устранение неравномерности экспозиции по полю было главной задачей всех разработчиков широкоугольных объективов, вынужденных устанавливать перед передней линзой механические оттенители или наносить на неё полупрозрачное металлическое напыление.  
Кардинально решить проблему удалось только одновременно с созданием короткофокусной оптики, пригодной для съёмки однообъективными зеркальными фотоаппаратами и кинокамерами с зеркальным обтюратором. Наличие подвижного зеркала ограничивает минимальную длину заднего отрезка такой оптики величиной 37—40 мм для малоформатной аппаратуры. Фокусное расстояние классических конструкций при таком ограничении не может быть короче 45 мм, и первые «зеркалки» оснащались механизмом отключения зеркала для использования симметричных широкоугольников при неработающем основном видоискателе.
Проблема была решена в ретрофокусных широкоугольниках, построенных по принципу перевёрнутого телеобъектива с сильным отрицательным мениском спереди. За счёт такой конструкции задний отрезок объектива можно сделать значительно длиннее его фокусного расстояния, освободив пространство для зеркала или обтюратора. Первые объективы этого типа для набирающих популярность 35-мм зеркальных фотоаппаратов запатентовали почти одновременно в 1950 году француз Пьер Анженье и немецкий оптик Гарри Цёльнер (фр. Pierre Angénieux, нем. Harry Zöllner) под названиями Angénieux Retrofocus и Zeiss Flektogon. Несмотря на трудности коррекции дисторсии из-за несимметричной конструкции, очень быстро ретрофокусная оптика стала общепринятой для зеркальной аппаратуры. Кроме возможности полноценной съёмки с работающим видоискателем зеркальных камер, широкоугольники с удлинённым задним отрезком позволили улучшить равномерность освещённости кадра. Из-за удаления задней линзы от поверхности светоприёмника, разница хода осевого и наклонных пучков уменьшилась, в большинстве случаев совпадая с этим же параметром нормальных объективов.
В 1946 году советский оптик Михаил Русинов разработал симметричный объектив «Руссар», состоящий из двух обращённых друг к другу собирающими линзами ретрофокусных широкоугольников. Задний отрезок такого объектива получился очень коротким, и в зеркальной аппаратуре его использование невозможно. Однако равномерность освещённости кадра оказалась значительно выше, чем у традиционных симметричных широкоугольников за счёт открытого Русиновым аберрационного виньетирования, позволившего снизить степень косинуса с 4 до 3. При этом, за счёт симметрии удалось полностью исправить дисторсию, обеспечив достаточную для фотограмметрии ортоскопичность. Принцип Русинова быстро нашёл применение в объективах для аэрофотосъёмки, и в фотографической оптике для незеркальной аппаратуры. Уже в 1954 году, основываясь на открытиях Русинова, Людвиг Бертеле разработал свой знаменитый Zeiss Biogon 21/4,5 для дальномерного Contax.

### Дисторсирующие широкоугольники
Широкоугольные объективы создавались максимально ортоскопичными, поскольку в архитектурной фотографии и особенно в фотограмметрии дисторсия недопустима. В 1923 году английский биохимик Робин (Роберт) Хилл (англ. Robert Hill) предложил трёхлинзовый сверхширокоугольный объектив, предназначенный для фоторегистрации облачности в пределах всей полусферы небосвода. Через год компания Beck of London изготовила первый объектив Хилла Hill Sky Lens для одноимённой регистрирующей камеры. От обычных широкоугольников объектив Хилла отличался неисправленной отрицательной дисторсией, сильно искажавшей изображение. Благодаря этому удалось обеспечить угловое поле, достигающее и даже превышающее 180°, и получать изображение конечных размеров с неограниченных по площади пространств. Конструктивно новый тип широкоугольников, получивший название «дисторсирующих», построен аналогично ретрофокусным объективам, и состоит из одного или нескольких отрицательных менисков, расположенных перед универсальным объективом, например типа «Тессар». Поэтому такие объективы одинаково пригодны для всех видов съёмочных камер, в том числе зеркальных. 
Термин «рыбий глаз», применительно к объективам, впервые использовал в своей книге «Физическая оптика» 1911 года американский физик-экспериментатор Роберт Вуд (англ. Robert Williams Wood). Такое название отражает сходство принципа действия объектива с эффектом «окна Снелла», видимым подводными обитателями из-за преломляющих свойств воды. Со временем так стали называть все дисторсирующие широкоугольники. В 1932 году компанией AEG получен германский патент № 620 538 на пятилинзовый Weitwinkelobjektiv с увеличенной до f/5,6 светосилой против f/22 у Хилла. Объектив, разработанный Гансом Шульцем (нем. Hans Schulz), также предназначался для технической фотографии, однако вскоре его успешно использовал фотохудожник Умбо. В 1938 году на основе немецкой разработки, полученной Японией в рамках Стального пакта, создан Fish-eye Nikkor 16 мм f/8, после войны выпускавшийся для «рольфильма». Современный «рыбий глаз» ведёт своё происхождение от другой немецкой разработки Sphaerogon (не следует путать с шаровым объективом ГОИ «Сферогон»), сконструированной перед войной оптиком Вилли Мертэ, и вывезенной Армией США в 1947 году из Музея Carl Zeiss.
Все эти объективы давали круглое изображение, вписанное в квадратный кадр, покрывая во всех направлениях один и тот же угол, как правило 180°. В 1963 году компания Asahi optical выпустила первый полнокадровый или «диагональный» Fish-eye Takumar 18 мм f/11, кроющий прямоугольный кадр целиком с полусферическим обзором только по диагонали. Этот тип «рыбьего глаза» оказался более востребованным в обычной фотографии, поскольку даёт изображение привычной формы. С конца 1960-х годов дисторсирующие сверхширокоугольники заняли прочное место в каталогах большинства оптических компаний, дополняя объективы остальных типов. Основное применение дисторсирующая оптика нашла в прикладных сферах, таких как метеорология или системы наблюдения. В фотографии и кинематографе «рыбий глаз» используется редко, главным образом в качестве яркого изобразительного средства. В некоторых типах современных цифровых экшен-камер используется пара таких объективов, развёрнутых в противоположные стороны, и обеспечивающих сферический обзор.

## Зум-объективы
Панкратические объективы, способные бесступенчато изменять фокусное расстояние в некоторых пределах, появились сначала в кинематографе. Первый серийный вариообъектив для киносъёмки «Кук-Варо» (англ. Cooke Varo) с диапазоном фокусных расстояний 40—120 мм, был выпущен компанией «Белл-Хауэлл» в 1932 году. В фотографии возможность изменения фокусного расстояния объектива долго считалась нецелесообразной, поскольку точное кадрирование, недоступное в момент съёмки обычными объективами, выполнялось в процессе фотопечати. Кроме того, реальная возможность использования зумов появилась только с распространением в начале 1960-х годов однообъективных зеркальных фотоаппаратов со сквозным визированием, вытеснивших непригодные для съёмки трансфокаторами дальномерные и двухобъективные зеркальные. Дополнительным препятствием стали размеры кадра, который даже в малоформатной фотографии значительно больше, чем в кино и на телевидении. Прямая зависимость габаритов и массы объектива от формата выводила эти параметры за разумные пределы для доступных на тот момент конструкций трансфокаторов.
Одним из первых фотозумов считается «Фохтлендер-Зумар» (нем. Voigtländer Zoomar 36—82/2,8), разработанный Хайнцем Килфитом в 1959 году для малоформатного зеркального Voigtländer Bessamatic. Объектив оказался очень тяжёлым и громоздким: резьба для светофильтра имела диаметр 95 миллиметров. Кроме больших размеров, первые зумы обладали более скромными характеристиками, чем объективы с постоянным фокусным расстоянием. В 1974 году появился первый объектив, качество которого по общему признанию, стало достаточным для профессиональной съёмки. «Помповый» зум Vivitar 70-210/3,5 Macro обеспечивал хорошее изображение во всём диапазоне фокусных расстояний при хорошей светосиле.
Через некоторое время оптическое качество этой схемы, состоящей из 15 линз в 10 группах, было улучшено при помощи перерасчёта на одном из первых мощных компьютеров. Это стало началом новейшей технологии проектирования фотообъективов, до сих пор невозможной. Освобождение от рутины ручных расчётов позволило детально прорабатывать ход света в многочисленных вариациях сложнейших многолинзовых систем. Зум-объективы видоизменились до такой степени, что стали непохожи ни на один из классических объективов, известных уже много десятилетий. Конструкция Vivitar и его вариаций сильно отличалась от первых «Зумаров». Линзы ранних панкратических объективов, отвечающие за изменение фокусного расстояния, двигались внутри оправы по простому закону, выполняя роль афокальной насадки переменного увеличения. Новейшие конструкции резко усложнились: двигаться в них стали несколько линзовых групп, причём по отличающимся друг от друга нелинейным законам. Это сильно усложнило устройство оправы и ужесточило допуски на точность изготовления и сборки.
Ко второй половине 1970-х годов зумы стали настолько доступны, что начали использоваться в качестве китовых объективов в недорогих любительских камерах. Fujinon Z 43—75/3,5~4,5 в 1978 году стал первым в истории объективом, которым оснащались зеркальные фотоаппараты Fujica AZ-1 в качестве штатного. В 1987 году встроенный зум 35—70 получила первая «мыльница» Pentax-Zoom. Следующим после Vivitar знаковым объективом в 1979 году стал Sigma 21—35/3,5~4, первый сверхширокоугольный зум для малоформатных «зеркалок». До сих пор сочетание сверхширокоугольности, ретрофокусной ортоскопичности и переменного фокусного расстояния считалось слишком сложным и практически нереализуемым с хорошим качеством. Конструкция из одиннадати линз в семи группах, каждая из которых двигалась по своему закону, стала триумфом компьютерного способа проектирования оптики и многослойного просветления.
В 1982 году суммарный выпуск всеми производителями Японии сменных зум-объективов по объёмам превзошёл производство «фиксов». Если вариообъективы для узкоплёночного кинематографа, и особенно телевидения тех лет, покрывали практически весь необходимый в работе оператора диапазон фокусных расстояний, фотозумы таким свойством не обладали. Из-за повышенных требований к качеству изображения в фотографии, зумы редко обеспечивали кратность больше 3× и были пригодны в качестве замены одного-двух обычных объективов. Для полноценной съёмки фотографу требовалось носить с собой как минимум два зума. Первый действительно универсальный фотозум Kiron 28—210 f/4~5,6 появился только в 1985 году. Тем не менее, в профессиональной фотографии подобные «суперзумы» не получили популярности из-за того, что уступают в качестве изображения и особенно светосиле зумам с небольшой кратностью. Для любительских камер такие объективы, охватывающие весь требуемый диапазон, стали практически стандартом, позволяя обходиться одним объективом во всех случаях. В цифровой аппаратуре с небольшими размерами матрицы «суперзумы» стали основой совершенно нового класса псевдозеркальных фотоаппаратов с единственным несменным объективом, покрывающим весь необходимый диапазон фокусных расстояний.

## Зеркально-линзовые объективы
Оптическая тождественность сферических зеркал линзам была хорошо известна астрономам средних веков, успешно строившим телескопы-рефлекторы с 1668 года. При этом, в отличие от линз, зеркала свободны от хроматической аберрации, что особенно актуально в чувствительных к ней телеобъективах. Способность вогнутого зеркала строить действительное изображение была использована сразу же после изобретения фотографии, одновременно с появлением объектива Петцваля. Американец Александр Уолкотт (англ. Alexander S. Wolcott), в 1840 году запатентовал дагеротипную камеру с объективом, состоящим не из линз, а из вогнутого зеркала. Зеркало оказалось гораздо светосильнее линзовых объективов, и позволило сократить выдержку с тридцати минут у первых фотоаппаратов до пяти у «зеркального». Зеркально-линзовым был и ещё один сверхсветосильный объектив «ЧВ», разработанный в ГОИ им. Вавилова в 1948 году под руководством Владимира Чуриловского. За счёт точно рассчитанного сочетания кривизны зеркал и линз объектив с фокусным расстоянием 20 мм стал единственным в мире, обеспечившим теоретический предел светосилы в воздухе f/0,5. Однако, громоздкая конструкция весом почти в 10 килограммов, и другие особенности сделали его пригодным лишь в прикладных целях.
Широкое практическое применение в фотографии и кинематографе нашли катадиоптрические телеобъективы, созданные на основе принципа телескопов-рефлекторов, содержащих сферические зеркала и линзы. При точном подборе тех и других элементов с аберрациями, имеющими обратные знаки, в объективе легко корригируется большинство оптических недостатков. Для создания зеркально-линзовых фотообъективов пригодны оптические схемы Шмидта, Максутова и Кассегрена. Первой из них практически использована система телескопа, разработанная в 1941 году советским оптиком Дмитрием Максутовым. Первый объектив «МТО» 500/8,0, выпускавшийся серийно с 1956 года несколько десятилетий, рассчитан Максутовым в 1953 году. До этого по тому же принципу создан киносъёмочный объектив 250/5,6. В дальнейшем в СССР и других странах выпущено множество подобных объективов, построенных как по системе Максутова, так и Шмидта с многочисленными вариациями, в том числе с асферическими поверхностями. За счёт многократного отражения света внутри объектива, его габариты не превышают половины фокусного расстояния, однако, из-за необычной формы входного зрачка регулировка диафрагмы затруднена и поэтому отсутствует. 
Зеркально-линзовые телеобъективы с фокусными расстояниями 500—1000 мм были популярны в спортивной фотожурналистике до конца 1970-х годов, пока не появились современные апохроматические объективы с высокой светосилой f/2,8 и даже f/2,0. У зеркально-линзовых, в том числе у советских «МТО» и «ЗМ» светосила не превышала значений f/5,6—8,0. Некоторые производители выпускали сверхкомпактные зеркально-линзовые телеобъективы, например Rokkor-X 250/5,6 по габаритам соответствовал штатному объективу 50 мм.

## Оптическая стабилизация
Принцип предотвращения смазывания изображения путём оптической компенсации известен с XIX века и широко использовался в скоростных киносъёмочных аппаратах с непрерывным движением киноплёнки ещё в 1940-х годах. Для снижения тряски изображения на киноэкране оптические компенсаторы с гироскопическими датчиками разработаны в 1960-х годах. Например, система Dynalens, запатентованная в США в 1973 году, позволяла компенсировать смещение изображения при помощи полой призмы с подвижными гранями, заполненной жидкостью с большим показателем преломления. Таким образом удавалось поддерживать стабильность изображения при быстрых угловых перемещениях съёмочной камеры, достигающих 5°. Однако, все эти системы были сложны, громоздки и очень дороги, найдя применение только в профессиональном кинематографе.
Впервые оптическая компенсация «шевелёнки» стала доступна для рядовых фотографов в компактной камере Nikon Zoom-Touch 105 VR, выпущенной в 1994 году. Датчик положения, отслеживающий перемещения фотоаппарата в момент экспозиции, формировал команду для соответствующего смещения линз объектива, компенсирующего сдвиг изображения на фотоплёнке. Технология компании Nikon получила торговое название «VR» (англ. Vibration Reduction), а другие разработчики присвоили своим аналогичным системам имена «IS» (Canon англ. Image Stabilization), «OS» (Sigma англ. Optical Stabilization), OIS (Panasonic англ. Optimal Image Stabiliser), «Optical SteadyShot» и другие. Первым сменным объективом для зеркального фотоаппарата, оснащённым оптической стабилизацией, в 1995 году стал зум Canon EF 75-300mm f/4~5,6 IS USM. Компенсация выполнялась за счёт смещения одной из линз поперёк оптической оси. Первые объективы с такой системой были дороги, но быстро нашли спрос у профессиональных фотожурналистов, часто вынужденных снимать в условиях недостатка освещения на длинных выдержках. 
К середине 2000-х технология резко удешевилась, одновременно достигнув существенного прогресса. Практически все современные длиннофокусные объективы профессионального сегмента оснащаются встроенным оптическим стабилизатором. Новейшая тенденция стабилизации подвижной матрицей пригодна лишь для короткофокусной оптики, требующей небольших смещений. Поэтому, несмотря на серьёзную конкуренцию камер с «матричной» стабилизацией, часть производителей остаётся сторонником проверенной технологии смещения линз, наиболее пригодной для чувствительной к тряске длиннофокусной оптики.

## Дифракционная оптика
Благодаря прогрессу технологий, в том числе голографии, в начале XXI века у оптиков появилась возможность использования в фотообъективах кроме обычных линз, работающих за счёт рефракции, оптических элементов, основанных на дифракции. Дифракционные элементы представляют собой тонкую стеклянную пластинку с нанесённым на поверхности микрорельефом, выполняющим роль фазовой дифракционной решётки с заданными преломляющими свойствами. Элементы профиля решётки по размерам сопоставимы с длиной волны света, и требуют самого высокоточного оборудования для изготовления. Дифракционные элементы, используемые в фотообъективах, представляют собой ту или иную фазовую вариацию зонной пластинки Френеля, и сочетаются с обычными линзами для повышения оптических свойств. Особенности технологии позволяют задавать решётке произвольные характеристики преломления при помощи компьютерного моделирования, и упрощать конструкцию объектива.
В 1990-х годах дифракционные элементы широко использовались в специализированных оптических устройствах, недоступных массовому покупателю. В 2001 году японская компания Canon выпустила первый фотообъектив Canon EF 400mm f/4 DO IS USM с таким элементом (торговое название DO), предназначенный для спортивных фотожурналистов. За счёт применения одного элемента, состоящего из двух обычных линз, склеенных с двумя дифракционными пластинками, длину объектива удалось уменьшить на 27% с 317 до 233 миллиметров при улучшенном качестве изображения. Дифракционный элемент позволил скорригировать хроматическую и сферическую аберрации более эффективно, чем с помощью дорогого флюоритового стекла и асферических поверхностей.